# Доктороу, Кори
Кори Доктороу (англ. Cory Doctorow; род. 17 июля 1971, Торонто) — канадский писатель-фантаст, журналист, блогер, философ, сторонник либерализации системы авторских прав.

## Биография
Доктороу родился в семье троцкистски настроенных преподавателей: мать работала учительницей начальных классов, отец — профессором информатики в Nova Southeastern University. Его отец, Гдалья (Евгений Абрамович) Докторович, родился в 1946 году в Азербайджане, куда его родители переселились из Белоруссии; по приезде в США он американизировал имя на Гордон Доктороу. Мать, Роз Доктороу, впоследствии стала профессором педагогического отделения в Торонтском университете и Nova Southeastern University.
Учился в четырёх университетах, не закончив ни один из них. С ранней юности участвовал в деятельности движения за ядерное разоружение и экологических организаций (Гринпис). В настоящее время работает в Лондоне, занимая пост координатора правозащитной организации Фонд электронных рубежей.
Кори Доктороу является сторонником значительного смягчения законов в сфере интеллектуальной собственности.
3 февраля 2008 года у Доктороу и его ныне жены Элис Тейлор родилась дочь, получившая имя Поэзи Эммелин Фибоначчи Наутилус Тейлор Доктороу.
Пишет рассказы, повести и романы, размещая каждый из них в Интернете в свободном доступе. Состоит в организации Демократические социалисты Америки.

## Взгляды на интеллектуальную собственность
Доктороу считает, что законы о копирайте должны быть ослаблены для того, чтобы свободный обмен всеми видами цифрового контента стал легальным. Он также выступает в защиту файлообмена. Он утверждает, что владельцы прав должны иметь монополию только на продажу их цифровых копий их произведений, и что законы должны применяться только тогда, когда кто-то пытается продать продукт, правами на который он не обладает.
Доктороу является противником технических средств защиты авторских прав, утверждая, что они ограничивают свободное распространение цифрового контента и часто причиняют неудобства законопослушным пользователям (включая проблемы с регистрацией, при возникновении которых пользователь теряет право доступа к своим покупкам и мешают им переносить приобретённые произведения на другие носители и платформы).

## Сочинения

### Художественная литература
Первый роман Кори Доктороу — «Down and Out in the Magic Kingdom» стал первым романом, выпущенным под одной из лицензий Creative Commons. Эта лицензия позволяла читателям распространять электронную версию книги под условием, что они не зарабатывают на этом и не создают производные работы. Электронное издание было выпущено одновременно с бумажным.
В марте 2003 лицензия, под которой распространялся роман «Down and Out in the Magic Kingdom», была заменена другой лицензией Creative Commons, которая разрешала создание производных работ, таких как fan fiction, но всё ещё запрещала коммерческое использование. В августе 2003 года рассказ, являющийся полусиквелом этого романа, был опубликован на сайте Salon.com. Другие работы Кори Доктороу издавались на условиях лицензий Creative Commons, запрещающих создание производных работ и коммерческое использование, и становились доступными в электронном виде бесплатно одновременно с выходом бумажных изданий.
В 2000 году Кори Доктороу был удостоен премии Джона Кемпбелла лучшему новому писателю-фантасту, в 2003 он получил «Locus Award for Best First Novel» за свой роман «Down and Out in the Magic Kingdom», и награду Sunburst в категории «Лучшая канадская книга в жанре научной фантастики» за сборник рассказов «A Place So Foreign and Eight More» в 2004 году. Новелла «0wnz0red» была номинирована на премию «Небьюла» за лучшую короткую повесть в 2003 году.
Доктороу издал роман «Младший брат» (Little Brother) в 2008 году на условиях лицензии Creative Commons Attribution-Noncommercial-ShareAlike license. И в 2009 он был номинирован на премию «Хьюго».
- Down and Out in the Magic Kingdom
- Someone Comes to Town, Someone Leaves Town
- Eastern Standard Tribe
- A Place So Foreign and Eight More
- Младший брат (англ. Little Brother)
- Backup
- Upload
- When Sysadmins Ruled the Earth (Земля сисадминов)
- Рассказ Scroogled (рус. Выгуглен)
- Рассказ Printcrime (рус. Распечатал - в тюрьму!)

### Нехудожественные произведения
Нехудожественные произведения, написанные Доктороу, включают его первую книгу «Как публиковать Научную Фантастику. Руководство для полного идиота» («The Complete Idiot’s Guide to Publishing Science Fiction»), написанную в соавторстве с Карлом Шрёдером (Karl Schroeder) и опубликованную в 2000 году, его вклад в блог Boing Boing, а также постоянные колонки в журналах Popular Science и Make (журнал). Помимо этого, его работы публикуются в нескольких журналах и газетах (Wired magazine, the New York Times Sunday Magazine, the Globe and Mail, Asimov’s Science Fiction и the Boston Globe).
В 2004 году Доктороу написал очерк, посвящённый Википедии, который был опубликован в «The Anthology at the End of the Universe».
- Essential Blogging
- The Complete Idiot’s Guide to Publishing Science Fiction

Он является автором Закона Доктороу: «Каждый раз, когда кто-то закрывает на замок что-то ваше против ваших желаний и не дает вам ключа, он делает это не в ваших интересах».